# دیویس کاموگا
دیویس کاموگا (انگلیسی: Davis Kamoga؛ زادهٔ ۱۷ ژوئیهٔ ۱۹۶۸) دونده اهل اوگاندا است.